# Jewgeni Stepanowitsch Petrow

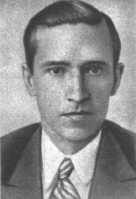
Jewgeni Stepanowitsch Petrow

Jewgeni Stepanowitsch Petrow (russisch Евгений Степанович Петров, * 1900; † 1942) war ein sowjetischer Raketeningenieur.

## Leben
Jewgeni Stepanowitsch Petrow absolvierte eine  Ausbildung in Artillerietechnik.
In den Jahren 1930 und 1931 war er an der Entwicklung zur Konstruktion des ersten heimischen  Flüssigkeitsraketentriebwerks beteiligt. Er ist Autor einer Reihe von Raketenentwürfen mit pulverbasierten Antrieben. Von 1930 bis 1933 leitete er eine Konstrukteursgruppe am Gasdynamischen Laboratorium in Leningrad zur Entwicklung besserer Raketengeschosse. 
Hier wurden unter der Gesamtleitung von Walentin Petrowitsch Gluschko die Grundlagen für Raketen mit Flüssigantrieben gelegt.
1934 ging das Laboratorium in das Raketenforschungsinstitut RNII in Moskau auf und  Petrow arbeitete dort als technischer Leiter und Produktionsleiter an der Fertigstellung von Flüssigkeitsraketentriebwerken. 
Petrow konstruierte einen Raketenwerfer, der allerdings nicht den gestellten Anforderungen genügte, da die einzelnen Geschosse mehr als 50 kg wogen und die Feuerleistung unter zehn Schuss pro Minute lag. Darüber kam es zu einem Streit mit dem Institutsdirektor Boris Michailowitsch Slonimer und Petrow ging 1938 wieder nach Leningrad. Weitere Arbeiten des RNII führten schließlich zum berühmten Katjuscha Raketenwerfer.
Im Jahre 1970 benannte die IAU den Mondkrater Petrov offiziell nach Jewgeni Stepanowitsch Petrow.